# Virgilio Tosta
Virgilio Tosta (Guadarrama, Barinas, Venezuela, 27 de noviembre de 1922 - 5 de septiembre de 2012) fue un historiador, sociólogo, político, crítico literario y escritor venezolano.
Cursó estudios secundarios en Caracas. Estudió Ciencias Políticas en la Universidad Central de Venezuela. Ejerció como profesor de numerosos colegios y en la Universidad Central de Venezuela donde fue profesor de Sociología Jurídica. Desde 1963 fue miembro de la Academia Nacional de la Historia de Venezuela.
Fue diputado y senador  por el estado de Barinas; y gobernador de Barinas (enero 1958 a febrero de 1959) luego del derrocamiento de Marcos Pérez Jiménez.

## Obras
Escribió numerosos libros, artículos y ensayos.  Entre sus obras se destacan:
- Exégesis del pensamiento social de don Fermín Toro - 1950
- Unidad del pensamiento de Cecilio Acosta a través de sus cartas - 1951
- El caudillismo según once autores venezolanos - 1954
- Sentido democrático y republicano del pensamiento educativo de Andrés Bello
- Ideas educativas de venezolanos eminentes
- Siete barineses ilustres
- Historia de Barinas - 1986-1993, en cinco volúmenes